# Eurik

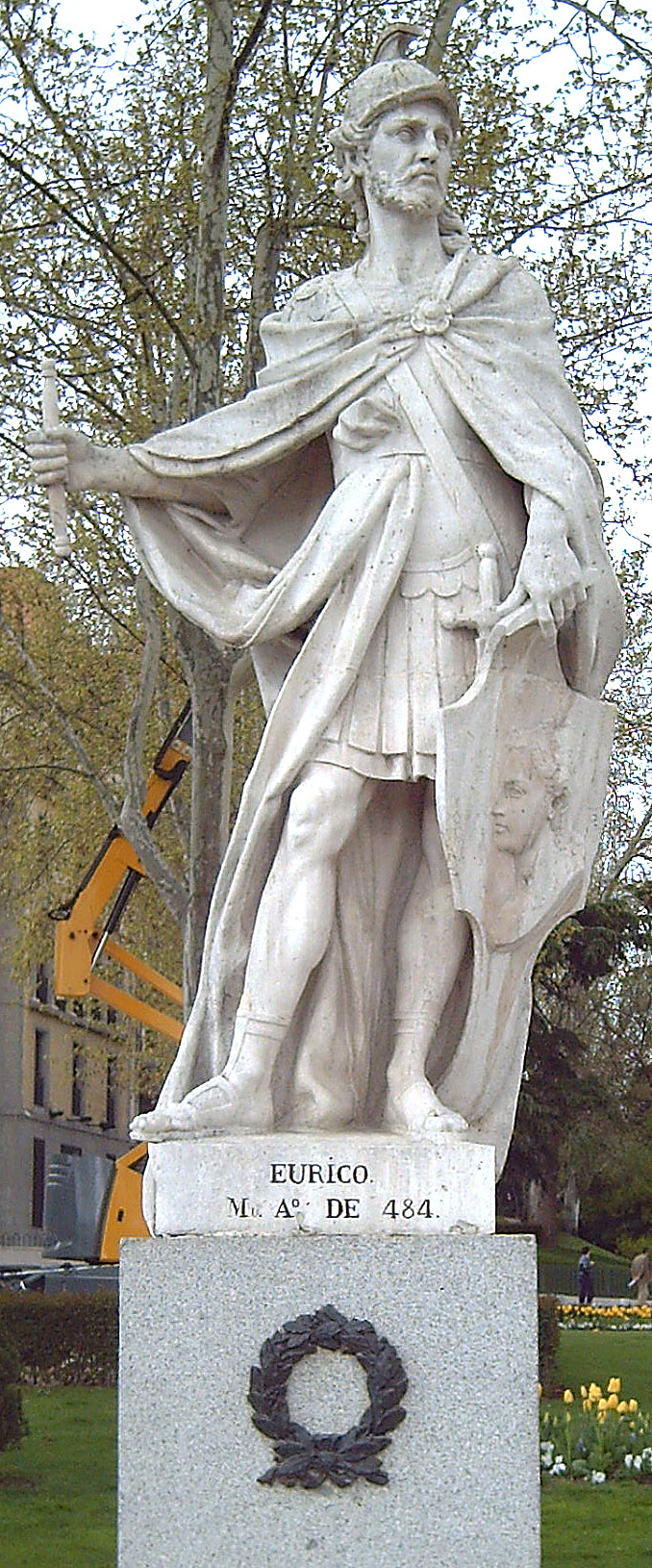
Standbeeld van Eurik in Madrid (J. Porcel, 1750-53).

Eurik was tussen 466 en 484 koning van de Visigoten. Hij was de jongere broer van Theoderik II en volgde deze op na diens dood. Onder het leiderschap van Eurik verbraken de Visigoten alle officiële bindingen met het Romeinse Rijk en nam hun invloed in Spanje verder toe.

## Koningschap
Eurik kwam omstreeks 440 ter wereld als derde zoon van de koning Theoderik I, die in 451 sneuvelde tegen de Hunnen en Ostrogoten in de slag op de Catalaunische velden. Zijn broers Thorismund en Theoderik II waren zijn voorgangers als koningen. In 466 bracht hij in Toledo zijn oudere broer Theoderik om het leven en nam het koningschap over.

## Oorlogen tegen de Romeinen

### Opstand en los van Rome
Eurik zette na zijn troonsbestijging de buitenlandse politiek van zijn broer voort. Ook hij streefde naar een lossere band met het West-Romeinse Rijk. De crisis  die ontstond na de verpletterende nederlaag van de gezamenlijke Romeinse vloot in 468 tegen de Vandalen, was voor Eurik aanleiding zich in Gallie tot onafhankelijk vorst te verklaren. In opdracht van Eurik kwamen de Visigotische milities in Spanje in opstand. De steden Merikda, Braga, Zaragona, Pamploma en Cluna werden bezet dan wel gewapend ingenomen, waarmee de Romeinse heerschappij in Spanje ernstig werd bedreigd.
De poging van keizer Anthemius om een anti-Gotische coalitie te vormen was niet succesvol. Eurik vernietigde in het zuiden van Gallië een keizerlijk leger dat vanuit Italië tegen hem ten strijde trok.

### Strijd in Noord- en Centraal Gallië

Het grondgebied van de Visigoten omstreeks 475

Euriks poging om ook het noorden van Gallië in handen te krijgen mislukte door heftig verzet van de Gallo-Romeinen in 469. Evenals Theodorik II voor hem leed hij een nederlaag bij Orléans, tegen  het leger van de usurpator Syagrius.
Na deze nederlaag richtte Eurik zich weer op het zuiden van Gallië. Dankzij het verraad van Arvandus, de Gallische prefect slaagde hij er evenwel in, om het de Romeinen te hulp gezonden Britse leger van Riothamus in 470 te verslaan. Vervolgens kreeg Eurik na zijn overwinning in de Slag bij Arles (471), vaste voet in de Provence, waarbij ook Berry werd veroverd. Alleen in Auvergne, het centrum van Gallië hielden de Romeinen tegen hem stand. Deze weerstand werd geboden door Avitus Ecidicius en Sidonius Apollinaris, de zoon en schoonzoon van de overleden keizer Avitus.

### Oorlogen in Spanje en Italië
Vervolgens viel Eurik in 472 de Romeinen opnieuw in Spanje aan. Alleen het gebied in het noordoosten rond de stad Barcelona bleef in Romeinse handen. Zijn poging om in 473 zijn macht ook naar Italië uit te breiden faalde door diplomatiek ingrijpen van keizer Glycerius.
Keizer Julius Nepos de opvolger van Glycerius, die de steun van de Visigoten nodig had, deed in 475 alsnog afstand van de Provence, evenals de streek rond Barcelona. Daarmee kreeg Eurik de resterende Romeinse gebieden in handen. Deze overdracht werd later nog eens bekrachtigd door het Oost-Romeinse Rijk.

## De Visigoten oppermachtig
Na de opstand van Odoaker en de afzetting van keizer Romulus Augustulus in 476 heerste Eurik over een groot deel van het West-Romeinse Rijk, van de Straat van Gibraltar tot aan de Loire. Hij had drie vierde deel van het Iberisch Schiereiland in zijn bezit en de helft van Gallië. Zijn overgebleven tegenstanders waren Syagrius in het noorden, die met een Romeins leger ingesloten zat tussen de Germaanse volken, de Frankische stammen, die nog verdeeld waren, en ten slotte de Bourgonden in de Rhônevlakte, die zich bewust waren van hun zwakte.
Eurik stierf in 484 en werd opgevolgd door zijn zoon Alarik II.

## Codex Euricianus
Eurik heeft ook een wetboek vervaardigd, de codex euricianus.